# (3122) Florence
El (3122) Florence és un asteroide que forma parte dels Asteroides Amor i fou descobert per Schelte John Bus des del Observatori de Siding Spring, a prop de Coonabarabran (Austràlia) el 2 de març de 1981.
L'1 de setembre de 2017 va creuar l'orbita la Terra i va ser la primera vegada que un asteroide d'aquestes dimensions es va acostar a la terra. Al passar es va descobrir que tenia dues llunes. Va passar a 0.04723 ua (7.066.000 quilòmetres; 4.390.000 milles) de la Terra, Il·luminant una magnitud aparent de 8.5, quan va ser visible en petits telescopis durant diverses nits mentre es movia a través de las constel·laciones Peix Austral, Capricorn, Aquari i Dofí.

## Llunes

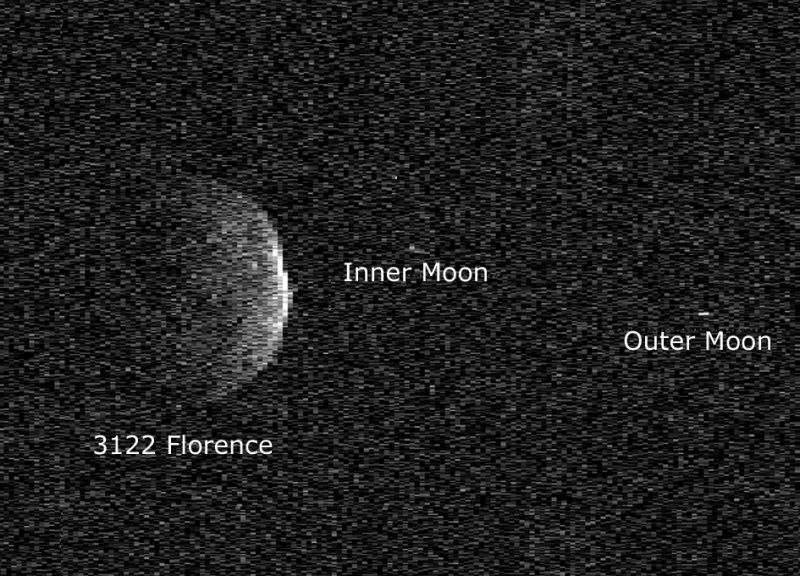
Triple asteroide: Florència amb els seus dos satèl·lits

Les observacions de radar durant el sobrevol del 2017 han demostrat que Florència té dues llunes. S'estima que la interior de les dues llunes té un diàmetre d'entre 180 i 240 metres, i la lluna exterior fa entre 300 i 360 metres de diàmetre. Cada lluna és una mica allargada i ambdues estan bloquejades per les marees al cos principal. Probablement es van formar a mesura que material solt es va allunyar del cos principal a mesura que la seva rotació s'accelerava a causa de l'efecte YORP.
El període de la lluna interior que orbita Florència sembla ser d'aproximadament 7 hores, mentre que la lluna exterior completa una revolució en unes 21 a 23 hores. La lluna interior de Florència té el període orbital més curt de qualsevol de les llunes dels 60 asteroides propers a la Terra que se sap que tenen llunes.
Florència és només el tercer asteroide triple conegut de la població d'asteroides propers a la Terra, després de (153591) 2001 SN263 i (136617) 1994 CC.

## Galeria d'imatges

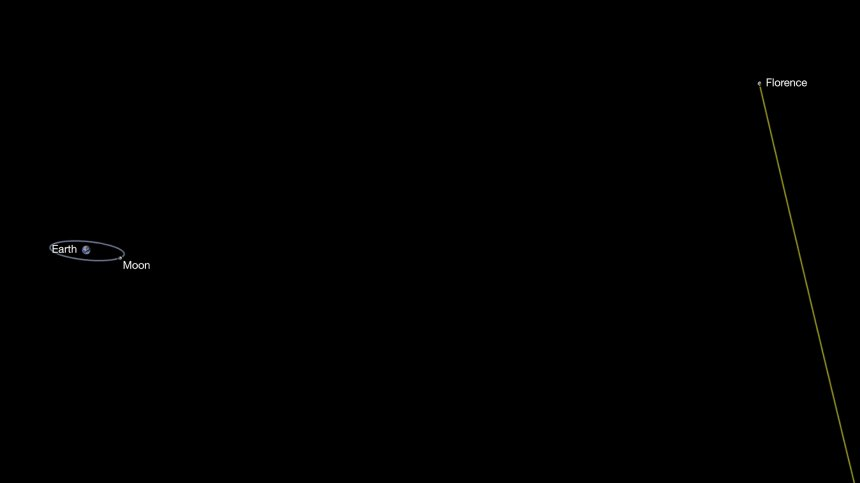
(3122) Florence passant la Terra el 2017
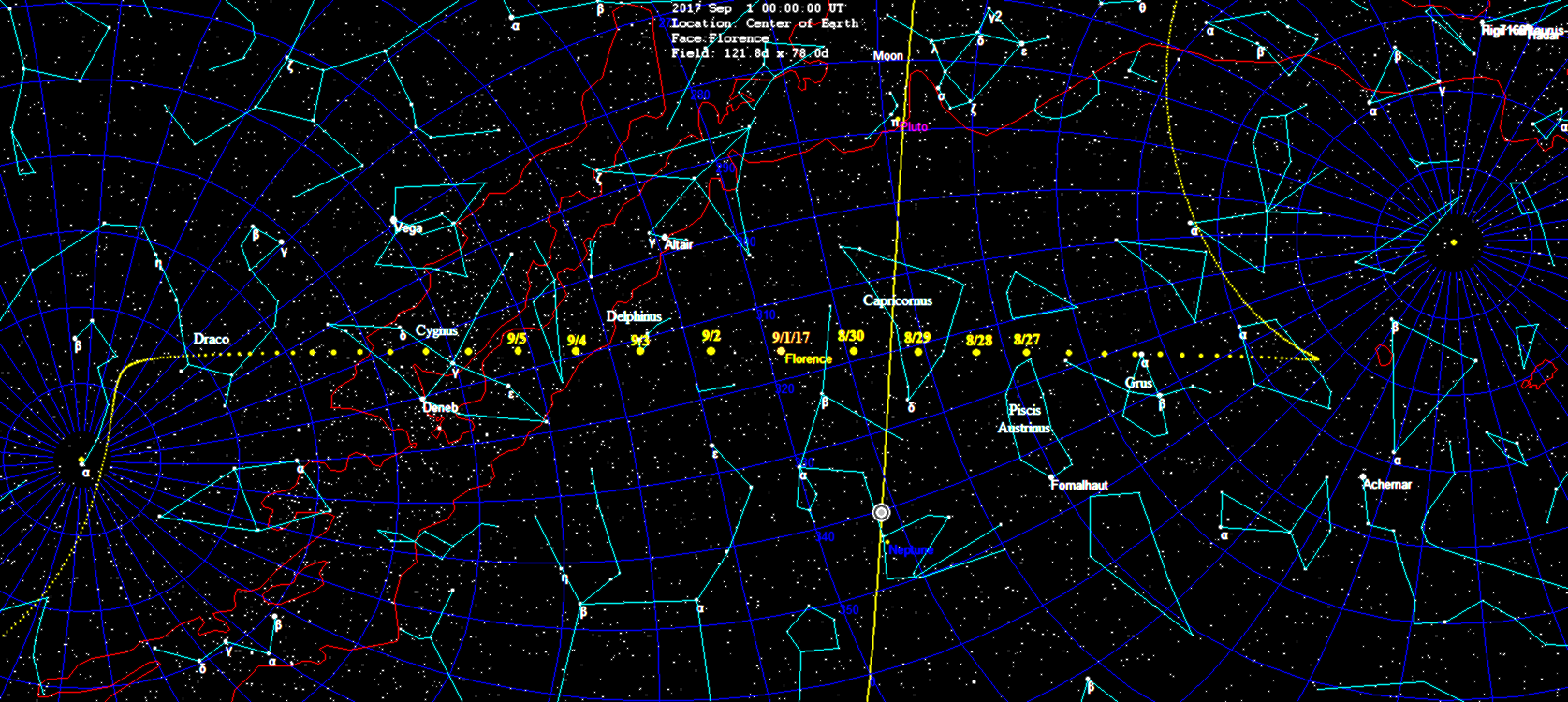
Moviment diari de (3122) Florence vist des de la Tierra, al voltant de l'1 de setembre de 2017.
Animació presa UTC: Començament 2017-08-30 21:48:46 Final 2017-08-30 22:53:00 a Riga, Letònia per l'astrònom aficionat Ingvars Tomsons.